# 富光寺 (大阪市)
富光寺（ふっこうじ）は、大阪市淀川区にある高野山真言宗の仏教寺院。

## 歴史
天正19年（1591年）奥付の「富光寺縁起」によると、大化年間（645年 - 650年）天竺より飛来した法道仙人が、播州の法華山に住み真言宗を広めた。
ある時、紫雲に乗っていると加島に霊光あるを気づき、その辺りの木から阿弥陀仏を刻み、一宇を建立したのが富光寺の起源と伝える。
大化5年（649年）には孝徳天皇が病気平癒を祈祷させ、寺領と勅願を下賜したという。
また、四天王寺参詣途中の比丘尼が夢に聖徳太子が現れ、加島に行くよう告げられ、訪れてみると放光の仏舎利を発見し、当寺へ奉納したという。
建永2年（1207年）には法然上人が土佐に配流される途中、当寺に泊まり、その夜神崎の遊女に念仏の法話を聞かせたと伝える。
香具波志神社に参詣した執権北条時頼が大梵鐘を寄進。延元元年（1336年）には足利尊氏を追う楠木正成が神崎橋上から富光寺の本尊に戦勝祈願したといわれる。
三好長慶も願を掛け本陣にしており、山号長慶山はこれに因む。
豊臣秀吉も朱印地を寄進。
慶長年間（1596年頃）僧実印が再興。
現在の本堂は昭和58年（1983年）の新築。

## 交通アクセス
- JR東西線 加島駅下車、北へ徒歩10分